# Купферонат лантана
Купферонат лантана — органическое вещество, хелатное соединение металла лантана с формулой [La{C6H5N(NO)O}3]. При нормальных условиях представляет собой жёлтые кристаллы. 

## Получение
- Взаимодействие хлорида лантана с раствором купферона (нитрозофенилгидроксиламина) в кислой среде (pH=3-4):

{\displaystyle {\mathsf {LaCl_{3}+3C_{6}H_{5}N(NO)ONH_{4}\ {\xrightarrow {HCl}}\ [La(C_{6}H_{5}N(NO)O)_{3}]+3NH_{4}Cl}}}

## Свойства
Купферонат лантана образует жёлтые кристаллы. Может существовать в двух таутомерных формах.